# Roy Plunkett
Roy J. Plunkett (ur. 26 czerwca 1910 w New Calrisle, zm. 12 maja 1994 w Corpus Christi) – amerykański chemik, który w 1938 roku przypadkowo wynalazł teflon.
Studiował na Uniwersytecie Stanu Ohio, gdzie w 1936 uzyskał doktorat z chemii. W tym samym roku został zatrudniony w placówce badawczej Jackson Laboratory w Deepwater należącej do koncernu chemicznego DuPont.
6 czerwca 1938 Plunkett sprawdzał zamrożony 45 kg zbiornik tetrafluoroetenu, stosowanego w produkcji chłodziwa do lodówek. Gdy go otworzył, odkrył, że w pojemniku utworzył się biały proszek, który nie przylegał do ścian zbiornika. Tetrafluoroeten znajdujący się w środku uległ polimeryzacji, tworząc poli(tetrafluoroeten), substancję o zaskakujących właściwościach: niezwykle małej energii powierzchniowej, dużej odporności cieplnej i chemicznej.
Od 1939 do1952 Roy Plunkett zajmował się w DuPont's Chambers Works produkcją tetraetyloołowiu, stosowanego jako dodatek do benzyn. Zanim przeszedł w 1975 na emeryturę, w tym samym koncernie zarządzał produkcją freonu.